# Мечаї
Мечаї (біл. вёска Мечаї) — село в складі Вілейського району Мінської області, Білорусь. Село підпорядковане Нарочанській сільській раді, розташоване в північній частині області.